# Herb Brześcia Kujawskiego
Herb Brześcia Kujawskiego – jeden z symboli miasta Brześć Kujawski i gminy Brześć Kujawski w postaci herbu, przyjęty 24 lutego 2012 r.

## Wygląd i symbolika
Herb przedstawia na srebrnej tarczy herbowej mur miejski z czerwonej cegły, z zamkniętą bramą i trzema basztami. Brama jest barwy złotej i posiada czarne okucia, po dwa na obydwu częściach. Mur i baszty posiadają blanki. Dwie boczne baszty mają po trzy okna łukowe w układzie dwa małe na jednym dużym. Środkowa, najwyższa baszta ma dwa duże okna łukowe w układzie jedno obok drugiego, pod nimi tarcza z herbem książąt kujawskich (przedstawiającym hybrydę: półlwa (skierowanego w heraldycznie lewą stronę) i półorła (skierowanego w heraldycznie prawą) na złotym polu herbowym). Między basztami stoją dwaj święci: święty Stanisław biskup (w sąsiedztwie półorła) i święty Piotr (w sąsiedztwie półlwa). Herb nawiązuje do kościoła parafialnego w mieście (dwaj święci) i Władysława Łokietka (herb książęcy). 